# Sinocnemis dumonti
Sinocnemis dumonti là loài chuồn chuồn trong họ Megapodagrionidae. Loài này được Wilson & Zhou mô tả khoa học đầu tiên năm 2000.